# Грац
Вижте пояснителната страница за други значения на Грац.
Грац (на немски: Graz, на словенски Gradec, Градец) е град в Югоизточна Австрия, център на провинция Щирия. С население от 254 554 души (2009) той е вторият по големина в страната. Разположен е на река Мура, на 354 м надморска височина.
Грац има дълга традиция като студентски град с четири университета и два университета по приложни науки с над 50 000 студенти. През краткия лутерански период от историята на града там е основано Лутеранско училище, в което учи Йоханес Кеплер. Никола Тесла учи електроинженерство в Политехниката през 1875. От 1909 до 1938 в града преподава нобеловият лауреат Ото Льови, а за кратко през 1936 и Ервин Шрьодингер.
В Грац е и домът на българския княз Александър I Батенберг, който умира там през 1893 г.
През 2003 г. става Европейска столица на културата.

## Демографско развитие
| Година | Население |
| ------ | --------- |
| 1900   | 168 808   |
| 1951   | 226 476   |
| 1961   | 237 080   |
| 1971   | 249 089   |
| 1981   | 243 166   |
| 1991   | 237 810   |
| 2001   | 226 244   |
| 2006   | 250 099   |

## Икономика
В Грац е седалището и основният завод на производителя на автомобили „Магна Щайр“, произвеждащ за марки като „Мерцедес-Бенц“, „Ягуар“ и „Бе Ем Ве“.

## Известни личности
Родени в Грац
- Лудвиг Александър фон Батенберг (1854 – 1921), благородник
- Ханс Грос (1847 – 1915), юрист
- Кристоф Лайтгеб (р. 1985), футболист
- Маргарита Хабсбург-Австрийска (1584 – 1611), кралица на Испания
- Хайнц Миклас (р. 1948), българист
- Дорис Мюрингер (1920 – 2009), писателка
- Голди Парин-Матей (1911 – 1997), психолог
- Емануел Погатец (р. 1983), футболист
- Зебастиан Прьодъл (р. 1987), футболист
- Фриц Редъл (1902 – 1988), психолог
- Мик Блу (р. 1976), порнографски актьор
- Анжелика Аурора Рюмелин (1845 – 1909), писателка
- Роман фон Унгерн-Щернберг (1885 – 1921), руски офицер
- Фердинанд II (1578 – 1637), император
- Фердинанд III (1608 – 1657), император
- Хайнц Фишер (р. 1938), политик
- Франц Фердинанд (1863 – 1914), ерцхерцог на Австрия-Есте
- Карл Йозеф фон Хабсбург (1590 – 1624), благородник
- Асен фон Хартенау (1890 – 1965), благородник
- Цветана фон Хартенау (1893 – 1935), благородничка
- Луциян Мария Шкерянц (1900 – 1973), композитор

Починали в Грац
- Херман Абих (1806 – 1886), германски геолог
- Александър I Батенберг (1857 – 1893), княз на българите
- Максимилиан де Ангелис (1889 – 1974), офицер
- Ханс Грос (1847 – 1915), юрист
- Гюнтер Доменик (1934 – 2012), архитект
- Йохан Австрийски (1782 – 1859), ерцхерцог
- Владимир Кьопен (1846 – 1940), руски климатолог
- Стефан Маринов (1931 – 1997), български физик
- Мария-Тереза Савойска (1756 – 1805), благородничка
- Франц Инерхофер (1944 – 2002), писател
- Рихард фон Крафт-Ебинг (1840 – 1902), германски психиатър
- Фриц Прегъл (1869 – 1930), химик
- Ото Тумлирц (1890 – 1957), психолог

## Побратимени градове
- Баня Лука, Босна и Херцеговина след 2006
- Велико Търново, България
- Гронинген, Холандия след 1965
- Дармщат, Германия след 1968
- Дубровник, Хърватия след 1994
- Ковънтри, Великобритания след 1948 (Съгласие, 1957)
- Марибор, Словения след 1987
- Монтклеър (Ню Джърси), САЩ след 1950
- Перник, България
- Печ, Унгария след 1989
- Пула, Хърватия след 1972
- Санкт Петербург, Русия след 2001
- Триест, Италия след 1973
- Тронхайм, Норвегия след 1968

Други форми на сътрудничество подобни на братските градски програми е:
- Ниш, Сърбия

## Фотогалерия
- Площад на свободата
- Градски парк
- Катеринкирхе и мавзолей
- Катедрала на Грац
- Църквата Сърце Христово
- Францисканеркирхе
- Университета в Грац
- Читалня в Университетската библиотека
- Градския съвет
- Операта
- Дворец Егенберг